# Абжинов, Роман
Рома́н Абжинов (латыш. Romāns Abžinovs; 12 ноября 1969 — 15 мая 1993) — советский и латвийский футболист, защитник. Выступал за сборную Латвии.

## Биография
В 1986 году 16-летний футболист впервые был включён в заявку клуба первой лиги СССР «Даугава» (Рига), но в том сезоне ни разу не вышел на поле. Следующий сезон провёл во второй лиге в составе клуба «Звейниекс» (Лиепая). С 1988 года выступал за РШВСМ-РАФ (позднее — РАФ) из Елгавы, и за четыре сезона провёл около 150 матчей в первенствах СССР во второй и второй низшей лигах.
После распада СССР продолжил играть за РАФ в высшей лиге Латвии. В 1992 году со своим клубом стал серебряным призёром чемпионата страны, принял участие в «золотом матче», проигранном рижскому «Сконто». В следующем сезоне успел провести только один матч.
Принял участие в одном матче сборной Латвии — 9 сентября 1992 года в отборочной игре чемпионата мира против Ирландии (0:4) провёл на поле первые 36 минут.
Погиб в мае 1993 года в 23-летнем возрасте, выпав из окна многоэтажного дома.